# Aglaophamus paucilamellata
Aglaophamus paucilamellata är en ringmaskart som beskrevs av Fauchald 1972. Aglaophamus paucilamellata ingår i släktet Aglaophamus och familjen Nephtyidae. Inga underarter finns listade i Catalogue of Life.